# Hic iacet lepus
Hic iacet lepus лат. (лат. hic-овдје,лат. iacet- лежи, од  глагола лат. iaceo-лежати и лат. lepus-зец}) (изговор: хик јацет лепус). Овдје лежи зец.

## Поријекло изреке
Није познато ко је ову изреку смислио.

## Значење
Изрека се употребљава у значењу :»Ту се крије тешкоћа» или "ту се крије проблем".

## У српском језику
У српском језику се каже:  У том грму лежи зец  .